# اچ‌ام‌اس نایرانا (۱۹۱۷)
اچ‌ام‌اس نایرانا (۱۹۱۷) (به انگلیسی: HMS Nairana (1917)) یک کشتی بود که طول آن ۳۵۲ فوت (۱۰۷٫۳ متر) بود. این کشتی در سال ۱۹۱۵ ساخته شد.